# Unione dei Comuni delle Terre del Delta
L'Unione dei Comuni delle Terre del Delta è un'unione di comuni dell'Emilia-Romagna erede della cessata Unione Delta del Po, situata in provincia di Ferrara e formata dai comuni di Codigoro, Goro e Mesola.
Lo statuto che costituisce formalmente l’Unione è stato pubblicato sul Bollettino Ufficiale della Regione Emilia-Romagna n. 18 del 24-1-2023.
Il presidente dell'unione è attualmente Alice Zanardi, che ricopre contemporaneamente la carica di Sindaco di Codigoro. L’unione presenta una popolazione di 37 349 abitanti.
Lo Statuto stabilisce, inoltre, la sede legale ed amministrativa presso il Comune di Codigoro, comune più popoloso dell’unione..

## Finalità
Gli obiettivi primari dell’unione sono la valorizzazione e lo sviluppo socioeconomico dei territori degli Enti Locali che la costituiscono, nonché l’integrazione tra Comuni oltre al miglioramento dell’efficienza delle funzioni e dei servizi erogati ai cittadini da parte degli stessi.

## Territorio
I Comuni di Codigoro, Goro e Mesola sono situati a nord-est del Comune di Ferrara e sono compresi nel Parco regionale del Delta del Po dell'Emilia-Romagna.